# Plagiognathus texanus
Plagiognathus texanus är en insektsart som beskrevs av Schuh 2001. Plagiognathus texanus ingår i släktet Plagiognathus och familjen ängsskinnbaggar. Inga underarter finns listade i Catalogue of Life.